# Samurai Shodown 64: Warriors Rage
Samurai Shodown 64: Warriors Rage, conocido como Samurai Spirits 2: Asura Zanmaden (SAMURAI SPIRITS 2 アスラ斬魔伝?) en Japón, es un 3D juego de lucha producido por SNK para su sistema Hyper Neo Geo 64. Es la continuación del Samurai Shodown 64 original en la misma plataforma. A diferencia de su antecesor, no se lanzó fuera de Japón, aunque si el tablero de juego se coloca en un sistema no japonés se usa el título Samurai Shodown 64: Warriors Rage, que también se usó en uno de los primeros folletos promocionales. Se lanzó un juego PlayStation como parte de la misma serie, y usó el subtítulo Warriors Rage en Estados Unidos, pero eliminó el 64 del título. Sin embargo, no es lo mismo que 64: Warriors Rage. Samurai Shodown! 2 en Neo Geo Pocket Color es una adaptación 2D de este juego y una secuela de Samurai Shodown! en Neo Geo Pocket, que fue una adaptación monocromática de Samurai Shodown IV: Amakusa's Revenge. También se transfirió a Nintendo Switch el 7 de agosto de 2020.

## Recepción
En Japón, Game Machine incluyó a Samurai Shodown 64: Warriors Rage en su edición del 15 de noviembre de 1998 como el segundo juego arcade de mayor éxito del mes.